# Godwin Brumowski

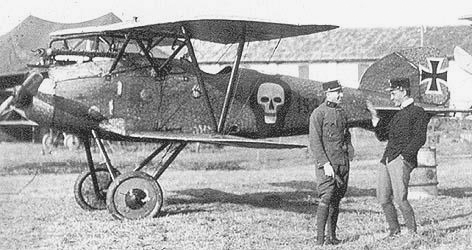
Brumowski (po lewej) stoi z Frankiem Crawfordem

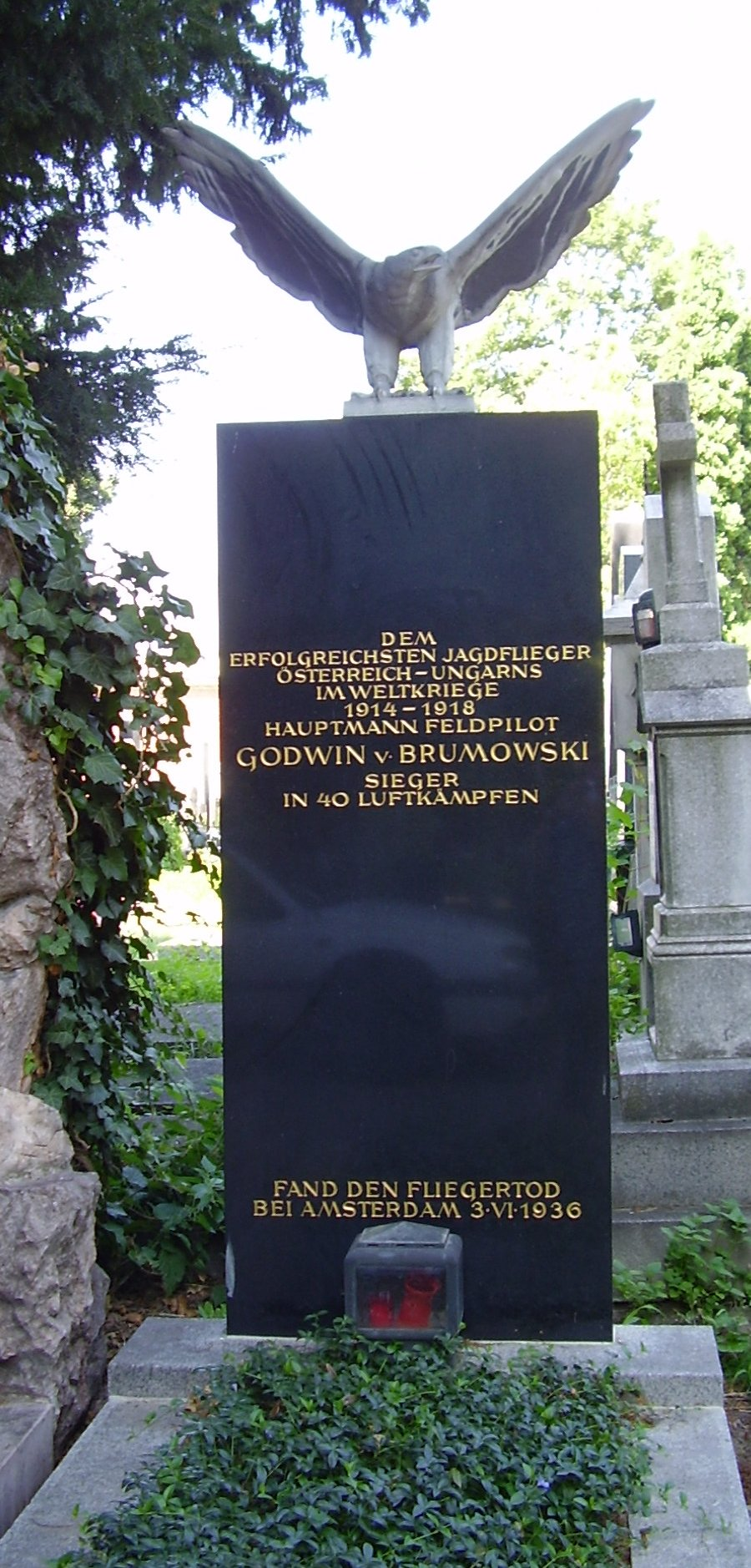
Grób na Cmentarzu Centralnym w Wiedniu

Godwin Karol Marian von Brumowsky (ur. 26 lipca 1889 w Wadowicach, zm. 3 czerwca 1936 w Amsterdamie) – kapitan pilot polowy cesarskiej i królewskiej Armii, as myśliwski c. i k. Lotnictwa podczas I wojny światowej (odniósł 35 zwycięstw powietrznych).

## Życiorys
Urodził się 26 lipca 1889 w Wadowicach, w zgermanizowanej rodzinie śląskiej Albina Juliusza Karola (1852–1927), tytularnego generała majora cesarskiej i królewskiej Armii, i Arnelii Marii von Lilienhof Ardstein (ur. 1866). 
W 1910 zakończył edukację w Akademii Wojskowej. Na stopień porucznika został mianowany ze starszeństwem z 1 września 1910 w korpusie oficerów artylerii polowej i górskiej, i został wcielony do Pułku Armat Polowych Nr 29 w Jarosławiu. W szeregach tego oddziału wziął udział w mobilizacji sił zbrojnych Monarchii Austro-Węgierskiej, wprowadzonej w związku z wojną na Bałkanach. Początkowo służył w artylerii na froncie rosyjskim. W lipcu 1915 został przydzielony do c. i k. Lotnictwa, gdzie służył jako obserwator balonowy, a następnie na swoją prośbę został przeniesiony do eskadry lotniczej Flik 1 (Fliegerkompagnie 1). Latał tam jako obserwator, okazał się przy tym świetnym strzelcem.
12 kwietnia 1916, wraz z pilotem Ottonem Jindrą, zbombardowali w Chocimiu Cesarską Armię Rosyjską podczas przeglądu dokonywanego przez imperatora Wszechrusi Mikołaja II. Następnie Brumowski zestrzelił dwa z czterech ścigających ich rosyjskich myśliwców Morane-Saulnier L. 2 maja 1916 Brumowski jako obserwator zestrzelił kolejny samolot.
Ukończył kurs pilotażu, otrzymując 3 lipca 1916 odznakę pilota. Od listopada 1916 służył jako pilot w eskadrze Flik 12 na froncie włoskim, uzyskując 5 zwycięstw powietrznych w niecałe dwa miesiące. W marcu 1917 szkolił się w niemieckiej eskadrze myśliwskiej Jasta 24 na froncie zachodnim, gdzie poznał asa Manfreda von Richthofena – „Czerwonego barona”.
Brumowski był inicjatorem reformowania lotnictwa austriackiego i tworzenia jednostek myśliwskich na wzór niemieckich. Po powrocie z frontu zachodniego został mianowany dowódcą nowo utworzonej pierwszej austro-węgierskiej jednostki myśliwskiej Flik 41J, operującej na froncie włoskim. Latał wówczas na myśliwcu Hansa-Brandenburg D.I (w jednostce tej służył też początkowo inny austriacki as – Frank Linke-Crawford). Na stopień nadporucznika został mianowany ze starszeństwem z 1 sierpnia 1914, a kapitana ze starszeństwem z 1 maja 1917 w korpusie oficerów artylerii polowej i górskiej. Pełniąc służbę w c. i k. Lotnictwie pozostawał oficerem nadetatowym Dywizjonu Artylerii Konnej Nr 6, który w 1916 został przemianowany na Dywizjon Artylerii Konnej Nr 8, a w 1918 przeformowany w Pułk Artylerii Polowej Nr 8K.
Latem 1917 eskadra Flik 41J otrzymała nowsze samoloty Oeffag D.III (licencyjne Albatrosy D.III). Na samolocie tego typu tylko w sierpniu Brumowski odniósł 12 zwycięstw w ciągu 16 dni. W tym też okresie przemalował swój samolot na czerwono, na wzór von Richthofena, malując na nim godło osobiste – białą czaszkę na czarnym tle. 11 października 1918 objął dowództwo nad całością austriackich sił lotniczych na froncie włoskim w rejonie Isonzo.
Podczas wojny Brumowski uzyskał 35 zestrzeleń oficjalnie zaliczonych (w tym 5 balonów) oraz 8 prawdopodobnych, co postawiło go na pierwszym miejscu wśród wszystkich pilotów Austro-Węgier. W Austrii uznany został za bohatera narodowego i dosłużył się stopnia podpułkownika. Jako jeden z 12 austro-węgierskich pilotów otrzymał złoty Medal Waleczności (1918) (a jako jeden z 18 lotników Order Korony Żelaznej III klasy) i inne odznaczenia. 23 czerwca 1918 uzyskał zezwolenie książęce na ubieganie się o najwyższy Order Marii Teresy, z czego nie skorzystał, nie chcąc prosić o order. 28 lipca 1918 wraz z ojcem otrzymał tytuł szlachecki.
Po wojnie pracował przez pewien czas jako rolnik na farmie swej teściowej w Siedmiogrodzie. Szybko jednak zbankrutował i przeniósł się do Wiednia, gdzie założył szkołę lotniczą, w której uczył pilotażu. Zmarł z ran odniesionych w wypadku lotniczym w okolicach lotniska Schiphol w Amsterdamie 3 czerwca 1936 (w samolocie pilotowanym nie przez siebie). Pochowany na Cmentarzu Centralnym w Wiedniu.

## Ordery i odznaczenia
W czasie służby w c. i k. Armii otrzymał:
- Krzyż Rycerski Orderu Leopolda z dekoracją wojenną i mieczami,
- Order Korony Żelaznej III klasy z mieczami i dekoracją wojenną,
- Złoty Medal Waleczności dla Oficerów,
- Krzyż Zasługi Wojskowej 3 klasy z dekoracją wojenną i mieczami,
- Srebrny Medal Zasługi Wojskowej z mieczami na wstążce Krzyża Zasługi Wojskowej,
- Brązowy Medal Zasługi Wojskowej z mieczami na wstążce Krzyża Zasługi Wojskowej,
- Krzyż Wojskowy Karola,
- Krzyż Pamiątkowy Mobilizacji 1912–1913[9],
- Krzyż Żelazny II klasy.